# Конканавалин A
Конканавалин A (КонА, ConA) — белок растительного происхождения, лектин, получаемый из растения семейства бобовые канавалии мечевидной. Входит в группу легуминов. КонА специфически связывается с определёнными структурами сахаров, гликопротеинов и гликолипидов, как правило, содержащих внутренние и восстановленные концевые остатки α-D-маннозы и α-D-глюкозы.
КонА является растительным митогеном, который известен своей способностью стимулировать мышиные T-лимфоциты с образованием 4 функционально отличных популяций T-клеток, включая предшественники Т-супрессоров, а также подгруппу человеческих Т-супрессоры. Исторически КонА был первым лектином, который удалось выделять на коммерческой основе, поэтому белок широко используется в биологии и биохимии для характеристики гликопротеинов и других сахаро-содержащих клеточных компонентов. Он также применяется для очистки гликозилированных макромолекул в аффинной хроматографии и при изучении иммунной регуляции различных иммунных клеток.

## Структура и свойства
Как и большинство лектинов КонА — гомотетрамер, каждая субъединица которого имеет молекулярную массу 26,5 кДа, состоит из 235 аминокислот с высоким уровнем гликозилирования и связана с ионами металлов, как правило, Mn2+ и Ca2+. Молекула имеет деэдральную D2 симметрию. Третичная структура белка была разрешена, включая взаимодействия с ионами металлов и аффинность к сахарам маннозы и глюкозы.
КонА специфически связывается с остатками α-D-маннозы и α-D-глюкозы (две гексозы, которые отличаются только по гидроксильной группе в положении C-2) в концевом положении в бета-гликанах. Тетрамер КонА имеет 4 связывающих участка; молекулярная масса 104-112 кДа; изоэлектрическая точка pI 4.5-5.5.
КонА инициирует клеточное деление (митогенез), в основном T-лимфоцитов, за счёт стимуляции энергетического метаболизма клетки в течение секунд после экспонирования.

## Биологическая активность
Конканавалин A взаимодействует с многочисленными рецепторами, содержащими остатки маннозы, включая родопсин, некоторые маркеры групп крови, инсулиновые рецептор, иммуноглобулины и раково-эмбриональный антиген (CEA), а также липопротеины.
КонА агглютинирует эритроциты, не зависимо от группы крови, а также раковые клетки. Было обнаружено, что КонА не агглютинирует трансформированные клетки или нормальные клетки, обработанные трипсином, при температуре 4 °C, что предполагает температуро-зависимый этап реакции агглютинации.
Было показано, что КонА способен агглютинировать мышечные клетки, B-лимфоциты (за счёт поверхностных иммуноглобулинов), фибробласты, тимоциты крысы, фетальные эпителиальные клетки кишечника человека (но не взрослого человека), и адипоциты.
КонА является лимфоцитарным митогеном. Подобно фитогемагглиютинину (ФГА, PHA), специфически стимулирующему T-лимфоциты, КонА стимулирует B-клетки. КонА связывает и перешивает компоненты Т-клеточного рецептора, поэтому его стимулирующая способность зависит от уровня экспрессии Т-клеточного рецептора на поверхности клетки.
КонА взаимодействует с поверхностными остатками маннозы на клеточной поверхности таких бактерий как E. coli, Bacillus subtilis или простейшего Dictyostelium discoideum.
КонА может активировать несколько матриксных металлопротеиназ (MMPs).
КонА широко используется для твёрдофазной иммобилизации гликоэнзимов, особенно в случаях, когда иммобилизация за счёт привязки через ковалентные связи не подходит. КонА-покрытый матрикс позволяет иммобилизовать такие ферменты в больших количествах без потере их каталитической активности. Кроме этого, связывание фермента с помощью КонА является обратимым процессом и фермент может быть высвобожден с матрикса за счёт инкубирования с сахарами или понижением pH. Это взаимодействие также при необходимости может использоваться для последующей ковалентной пришивки.